# چی چیل تا (نیومکزیکو)
چی چیل تا (به انگلیسی: Chi Chil Tah) یک منطقهٔ مسکونی در ایالات متحده آمریکا است که در نیومکزیکو واقع شده‌است. چی چیل تا ۲٬۰۶۱٫۰۸ متر بالاتر از سطح دریا واقع شده‌است.